# 魔女でもステディ
『魔女でもステディ』（まじょでもステディ）は、岬兄悟による日本のライトノベル。イラストはとり・みきが担当している。ハヤカワ文庫（早川書房）より1985年1月に刊行された。その後、徳間デュアル文庫（徳間書店）においても2001年12月に刊行された。
1986年9月5日にOVAが公開された。

## 既刊一覧

### ハヤカワ文庫
- 岬兄悟（著） / とり・みき（イラスト） 『魔女でもステディ』 早川書房〈ハヤカワ文庫〉、1985年1月31日発行、ISBN 4-15-030198-0

### 徳間デュアル文庫
- 岬兄悟（著） / 陸乃家鴨（イラスト） 『魔女でもステディ』 徳間書店〈徳間デュアル文庫〉、2001年12月31日初刷発行、ISBN 4-19-905093-0

## OVA

### あらすじ
普通の働く男である関ひさしは、ある朝目を覚ますと、ベッドの中で裸でとても好色な女の子を見つけた。彼は彼らの相互満足のために、状況を利用して喜んでいた。しかし、少女の外見はあらゆる種類のますます奇妙な現象につながる。原因は、ある種、ユング心理学にある。彼が麻美と名付けた少女は、人々の理想的なパートナー、アニマからアニムス、またはその逆が存在する平行した次元から来ていた。麻美の憧れは、彼女が関と一緒にいるために次元を超えることを可能にした。しかし彼の世界での彼女の存在は自然の秩序を混乱させる。彼女は戻って、関は彼女を救うために彼女の世界に冒険しなければならない。恋人たちは再会した。しかし、彼らが望んでいたようにはうまくいかない。

### 声の出演
- 麻美 : 高橋美紀[1]
- 関ひさし : 三ツ矢雄二[1]
- 杉山良太郎 : 古今亭志ん輔[1]

その他
- 稲葉実
- 色川京子
- 小出和明
- 小杉十郎太
- 深見梨加
- 村山明

### スタッフ
- 原作 : 岬兄悟[2]
- 製作 : 岡村雅裕
- 監督 : 小林治[2]
- アニメーション監督 : 河内日出夫
- 脚本 : 中田玲子[1]
- キャラクター・デザイン : とり・みき[2]
- 撮影監督 : 杉村重郎
- 美術監督 : 下川忠海
- 音楽 : 長沢ヒロ、小笠原寛[1]
- 録音監督 : 水本完
- アニメプロデューサー : 宇田川東樹
- アニメーション制作 : 亜細亜堂[2]
- 製作（会社） - ヘラルド・ポニー[1]